# Ceramica Flaminia (equipo ciclista)
Ceramica Flaminia (código UCI: FLM) fue un equipo ciclista irlandés de categoría Profesional Continental.
Propiedad de NRJ Management Ltd, su estructura era italiana, al igual que su patrocinador principal, la compañía Ceramica Flaminia.
En 2011 se fusionó con el también equipo irlandés de estructura italiana De Rosa-Stac Plastic creándose el equipo De Rosa-Ceramica Flaminia.

## Material ciclista

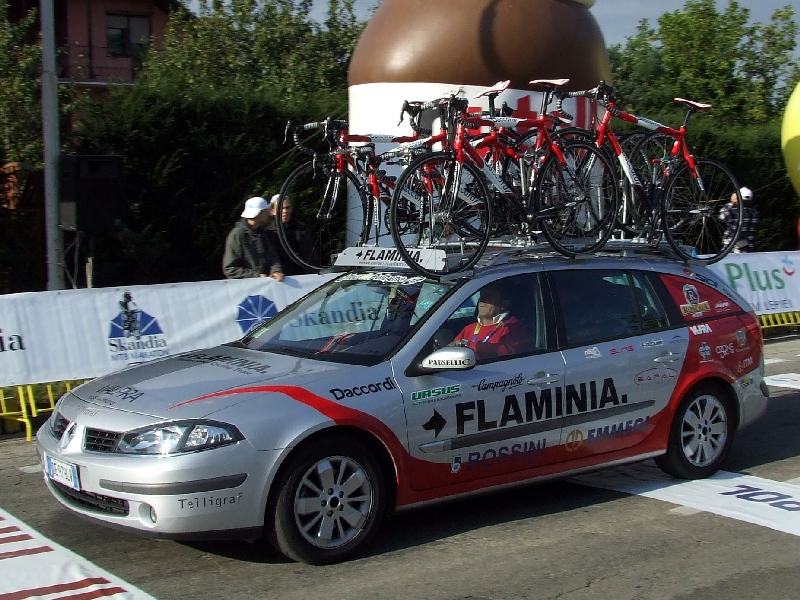
Coche del equipo con bicicletas de recambio, en 2007.

El equipo utilizó bicicletas Orbea en el 2008 y 2009 y anteriormente había utilizado bicicletas Daccordi. En 2010 utilizó bicicletas Bianchi.

## Sede
El equipo tenía su sede en Rathgar (Oaklands Drive 47), área residencial periférica situada al sur de Dublín, capital de Irlanda.

## Palmarés destacado
Para el palmarés completo, véase Palmarés del Ceramica Flaminia
- Vuelta a Austria
  - 2010: Riccardo Ricco
- Brixia Tour
  - 2009: Giampaolo Caruso
- Vuelta al Distrito de Santarém
  - 2008: Maurizio Biondo
- Gran Premio Nobili Rubinetterie
  - 2006: Paolo Longo Borghini

## Principales corredores
Para las plantillas del equipo, véase Plantillas del Ceramica Flaminia
- Aleksandr Kuschynski (2006)
- Tomasz Marczynski (2006-2008)
- Mijailo Jalilov (2007-2009)
- Filippo Simeoni (2008-2009)
- Giampaolo Caruso (2008-2010)
- Andrea Noè (2010)
- Riccardo Ricco (2010)